# Gee (少女時代歌曲)
〈Gee〉是韓國女子組合少女時代的歌曲，韓語原版收錄於同名迷你專輯《Gee》並在2009年1月5日由SM娛樂發行。這首歌由安明元和金永德（兩者皆為E-Tribe成員）製作，而日文版歌詞由Kanata Nakamura創作。在風格上，〈Gee〉是一首泡泡糖流行和電子流行歌曲，抒情地講述了戀愛中的女孩們的感情。
〈Gee〉發行後在韓國取得了巨大的商業成功；它被Melon評為2000年代最受歡迎的歌曲，不僅連續九週在《音樂銀行》上奪得榜首，在《人氣歌謠》上連續三週奪得榜首，還在國內頒獎典禮上獲得了無數讚譽，包括甜瓜音樂獎的年度歌曲、韓國音樂大獎和第24屆金唱片獎的音源大賞。
在日本，隨著他們在2010年10月進軍日本音樂界，〈Gee〉成為該組合在該國的第二張被錄製並發行的單曲。這首單曲在Oricon單曲榜上排名第二，在RIAJ付費音樂下載榜上排名第一，也獲得了日本唱片協會頒發的超過100,000份出貨量的金質認證，後來又獲得了超過100萬張數位銷量的百萬認證；自首次發行以來，〈Gee〉因其作為現代韓國泡泡糖流行標準的影響力而得到認可，並被視為K-POP中最具標誌性和影響力的歌曲之一。

## 背景與發行
韓國女子組合少女時代於2007年推出同名錄音室專輯《少女時代》，銷量超過10萬張，成為為數不多的女子組合之一，2009年1月5日，組合首張迷你專輯《Gee》由SM娛樂發行，而該張迷你專輯取得了商業上的成功，在韓國銷量超過100,000張；另外SM娛樂也打算來發行〈Dancing Queen〉，為黛菲〈Mercy〉之翻唱版本；儘管如此，該計劃因版權問題而被取消，隨後〈Gee〉作為單曲發行以宣傳該張迷你專輯；這首歌的音樂由唱片製作二人組E-Tribe作曲，而其歌詞則由安明元和金英德創作。
Nayutawave Records於2010年10月20日在日本發行了日語版〈Gee〉，作為少女時代在該國的第二張單曲，試圖擴大該團體在日本音樂界的知名度，而在之前為該團體單曲〈Genie〉的日語版本，其歌詞由Kanata Nakamura創作 ；〈Gee〉是一首泡泡糖流行和電子流行歌曲，帶有Techno和嘻哈元素，且這首歌大量使用了合成器，而這首歌的歌詞講述了女孩墜入愛河時的感受。
韓文版〈Gee〉的音樂錄影帶以九名成員在一家服裝店作為人体模型展示，並在該店的男員工（由SHINee珉豪飾演）離開後復活。成員們隨後探索了周圍，並找出了珉豪是“月度僱員”的畫像。 成員表演編舞的場景與故事情節並列。 在音樂錄影帶的收尾，成員們都離開了商店，珉豪回來時發現人体模型不見了，而該影片成為第一個在YouTube上獲得超過1億觀看次數的女子組合錄影帶；另一支日文版的音樂錄影帶也隨後跟著公開，同樣以珉豪飾演男職員，但沒有把成員們描繪成人体模型，而是珉豪的女職員；截至2020年10月，該音樂錄影帶在YouTube上的觀看次數已超過2.6億次。

## 商業表現

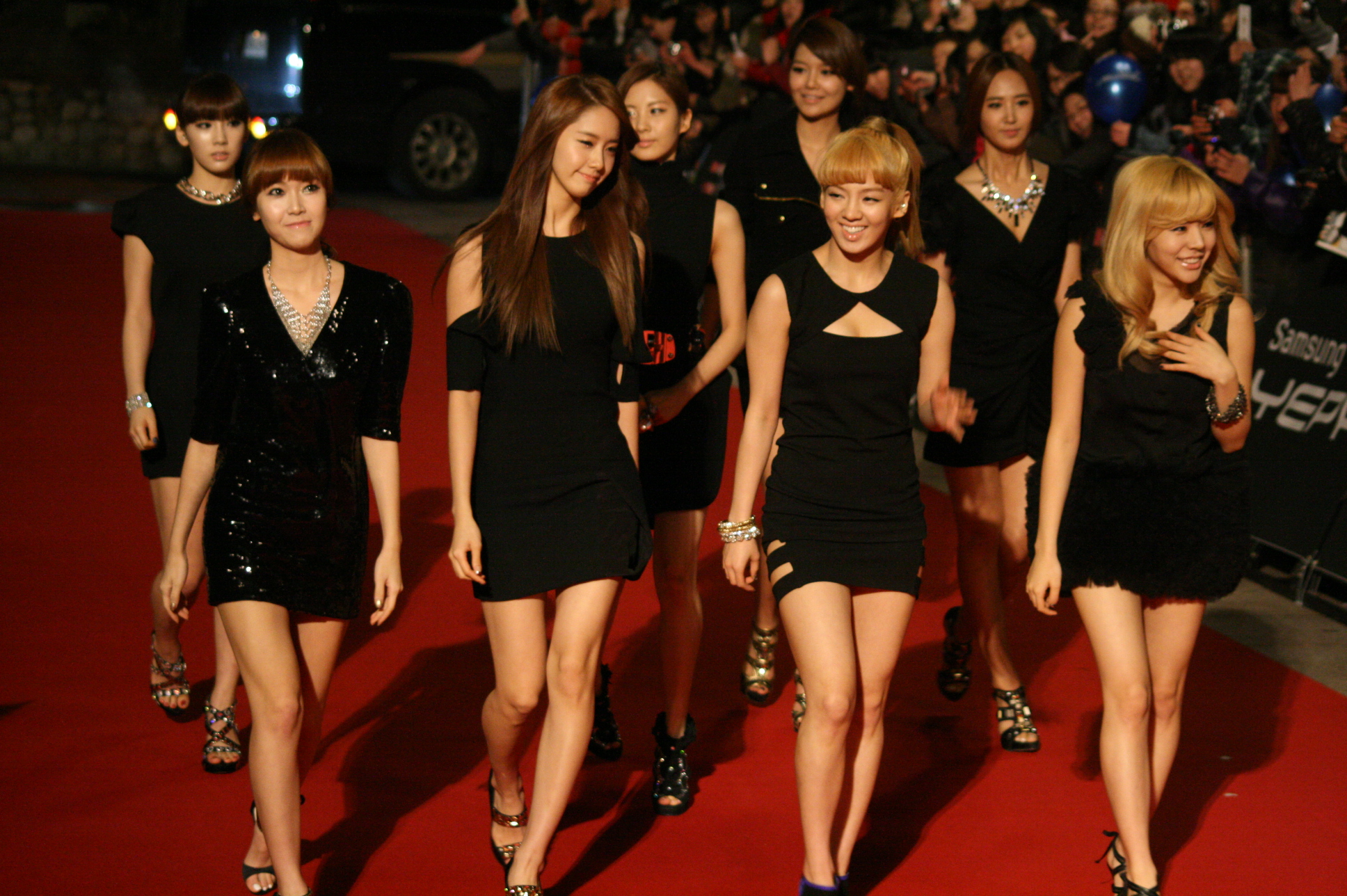
少女時代出席第24屆金唱片獎，並獲得音源大賞（年度歌曲）

1月10日，少女時代在MBC音樂節目《音樂中心》中首次進行了歌曲宣傳活動，而〈Gee〉最終一炮走紅，在KBS音樂銀行上連續九次登上榜首，在 Mnet的排行榜上連續八次奪冠，創下了當時的記錄；它被韓國在線音樂網站Melon評為十年之歌，並被音樂銀行選為2009年最受歡迎的歌曲，這首歌還獲得了第24屆金唱片獎的音源大賞和音源本賞、第19屆首爾歌謠大賞的大賞和最佳數位音源賞、以及第7屆韓國音樂大獎年度歌曲等多個主要獎項。
日文版在2010年售出130,145份實體拷貝，成為日本年度第49位暢銷單曲；這首歌於10月26日在RIAJ的每週數位曲目排行榜上排名第一，最終分別在告示牌的2010年和2011年日本百大單曲排行榜上排名第57和第23位；2014年1月，〈Gee〉以數位下載量突破百萬而獲得日本唱片協會的“百萬”認證；這首歌也是該組合在美國最暢銷的單曲，截至2020年5月已售出80,000次下載。

## 流行文化
對〈Gee〉的模仿，稱為〈Hee〉，在韓國公民中很受歡迎。 它結合了〈Gee〉的器樂和戲劇《妻子的誘惑》中一些極其惡毒的對話，2011年8月15日在YouTube上發布了一段名為「Gee しょうわ時代」的網絡爆紅短片，其中老年男子在鞋店裡跳著日語版的〈Gee〉；該影片最初出現在SMAP×SMAP日本節目中，還發佈在Smosh網站上，並由“AtomicMari”在“Smosh Pit Weekly”上進行了評論。
在2009年和2010年，SM娛樂旗下的Super Junior定期在他們的Super Show 2曲目列表中翻唱〈Gee〉。表演之前有一段名為「〈Gee〉的秘密」的影片插曲，其中Jessica和Tiffany分別跳起了在〈Sorry, Sorry〉中希澈和強仁的部分，在一次少女時代的舞蹈練習中，希澈、強仁、利特和晟敏分別偽裝成Jessica、Tiffany、泰妍和Sunny，將練習滲透為惡作劇；另外，〈Gee〉是電影《愛的過去進行式：真愛永遠》的片頭曲。

## 評價與迴響

〈Gee〉的成功被視為K-POP和韓流的里程碑；自2009年初歌曲發行以來，在線搜尋「K-POP」的人數逐漸增加。

〈Gee〉已被廣泛認為是K-POP經典歌曲和該團體的標誌性歌曲，在為AllMusic撰寫組合傳記時，Chris True 選擇〈Gee〉作為她們的傑出歌曲之一，來自《Spin》的Chuck Eddy在他的2012年有史以來最偉大的21首K-POP 歌曲列表中排名第五，認為這首歌從此為該團體建立了“巨大的商業交易”，Pitchfork編者雅各布·多羅夫（Jakob Dorof）將這首歌列入2014年20首必不可少的K-POP歌曲名單，並指出它是現代韓國泡泡糖流行音樂流派的“巨著”，他將其視為K-POP的“舒適區”，也進一步承認這首“形式上無可辯駁”的歌曲克服了半個千年的歷史仇恨，促成了韓國和日本之間僅一年的流行文化和平，為《影音俱樂部》撰稿的阿比蓋爾·卡文頓（Abigail Covington）將少女時代視為K-POP的“首屈一指，無處不在的提供者”；儘管K-POP在2007年該團體出道之前就已經存在了很久，尤其是〈Gee〉，而有助於提升韓國音樂的全部潛力，告示牌雜誌將〈Gee〉標記為“可以說是過去十年中最具標誌性的K-POP歌曲。”
2016年，在韓國雜誌《東亞日報》、網絡雜誌《Idology》和研究公司M Brain的一項涉及2000人和30名音樂行業專家的投票中，〈Gee〉被選為過去 20年來K-POP女團最佳歌曲，在由Melon和報紙《首尔新闻》組織的35位音樂評論家和行業專業人士組成的小組中，〈Gee〉被評為有史以來最佳偶像歌曲第五名，這首歌被認為是偶像/K-POP流行的催化劑之一，樂評人崔智善認為：“透過〈Gee〉的崛起，使2009這一年升溫，而成為全國綜合症的主角”。
| 發行單位  | 列表                          | 排名 | 年度 | 來源   |
| --------- | ----------------------------- | ---- | ---- | ------ |
| 告示牌    | 21世紀最偉大的10支K-POP副歌   | 1    | 2017 | [ 42 ] |
| 告示牌    | 每個少女時代單曲排名          | 3    | 2017 | [ 43 ] |
| 告示牌    | 21世紀最偉大的100支音樂錄影帶 | 92   | 2018 | [ 44 ] |
| Mnet      | 100首傳說歌曲                 | —    | 2014 | [ 45 ] |
| 東亞日報  | 近20年最佳女偶像歌曲          | 1    | 2016 | [ 46 ] |
| Melon     | 有史以來排名前100的K-POP歌曲  | 5    | 2021 | [ 47 ] |
| Spin      | 有史以來最偉大的21首K-POP歌曲 | 5    | 2012 | [ 48 ] |
| Music Y   | 有史以來最佳120首舞曲         | 5    | 2014 | [ 49 ] |
| Star News | 近10年最佳10首數位熱門歌曲    | —    | 2014 | [ 50 ] |
| Popkultur | 有史以來最偉大的82首K-POP歌曲 | 20   | 2019 | [ 51 ] |

## 獎項與提名
| 年份 | 頒發機構          | 獎項           | 結果 | 來源   |
| ---- | ----------------- | -------------- | ---- | ------ |
| 2009 | Bugs音樂獎        | 年度歌曲       | 提名 | [ 52 ] |
| 2009 | Cyworld數位音樂獎 | 月度歌曲 – 1月 | 獲獎 | [ 53 ] |
| 2009 | Cyworld數位音樂獎 | 大賞 (十大)    | 獲獎 | [ 54 ] |
| 2009 | 金唱片獎          | 音源本賞       | 獲獎 | [ 13 ] |
| 2009 | 金唱片獎          | 音源大賞       | 獲獎 | [ 13 ] |
| 2009 | KBS歌謠大祝祭     | 年度歌曲       | 提名 | [ 55 ] |
| 2009 | 甜瓜音樂獎        | 年度歌曲       | 獲獎 | [ 56 ] |
| 2009 | 甜瓜音樂獎        | Odyssey        | 獲獎 | [ 56 ] |
| 2009 | Mnet 20代之選     | 熱門線上歌曲   | 提名 |        |
| 2009 | Mnet亞洲音樂大獎  | 最佳舞蹈表演   | 提名 | [ 57 ] |
| 2009 | Mnet亞洲音樂大獎  | 最佳女組合     | 提名 |        |
| 2009 | 菲律賓K-POP大獎   | 年度音樂錄影帶 | 獲獎 | [ 58 ] |
| 2010 | 韓國音樂大獎      | 年度歌曲       | 獲獎 | [ 59 ] |
| 2010 | 首爾歌謠大賞      | 最佳歌曲       | 獲獎 | [ 60 ] |
| 2010 | 首爾歌謠大賞      | 人氣賞         | 提名 | [ 60 ] |

| 節目名稱 | 日期           | 來源   |
| -------- | -------------- | ------ |
| 音樂銀行 | 2009年1月16日  | [ 61 ] |
| 音樂銀行 | 2009年1月23日  | [ 61 ] |
| 音樂銀行 | 2009年1月30日  | [ 61 ] |
| 音樂銀行 | 2009年2月6日   | [ 61 ] |
| 音樂銀行 | 2009年2月13日  | [ 61 ] |
| 音樂銀行 | 2009年2月20日  | [ 61 ] |
| 音樂銀行 | 2009年2月27日  | [ 61 ] |
| 音樂銀行 | 2009年3月6日   | [ 61 ] |
| 音樂銀行 | 2009年3月13日  | [ 61 ] |
| 音樂銀行 | 2009年6月26日  | [ 62 ] |
| 音樂銀行 | 2009年12月25日 | [ 63 ] |
| 人氣歌謠 | 2009年1月18日  | [ 64 ] |
| 人氣歌謠 | 2009年2月1日   | [ 65 ] |
| 人氣歌謠 | 2009年2月8日   | [ 66 ] |

少女時代在音樂銀行連續獲得9周冠軍的紀錄，直到2012年被PSY〈江南Style〉打破為止。

## 曲目列表
| CD單曲 — 日語版 | CD單曲 — 日語版 | CD單曲 — 日語版 | CD單曲 — 日語版 | CD單曲 — 日語版 |
| 曲序            | 曲目            |                 | 作曲            | 时长            |
| --------------- | --------------- | --------------- | --------------- | --------------- |
| 1.              | Gee（日語版）   | Kanata Nakamura | E-Tribe         | 3:23            |
| 2.              | Gee（韓語版）   | E-Tribe         | E-Tribe         | 3:23            |
| 3.              | Gee（卡拉版）   |                 | E-Tribe         | 3:21            |
| 总时长：        | 总时长：        | 总时长：        | 总时长：        | 10:05           |

| DVD — 日語版 | DVD — 日語版      |
| 曲序         | 曲目              |
| ------------ | ----------------- |
| 1.           | Gee（音樂錄影帶） |
| 2.           | Gee（舞蹈版）     |

## 排行榜
| 排行榜（2010年）       | 最高 排名 |
| ---------------------- | --------- |
| 告示牌日本百大單曲榜   | 2         |
| 日本RIAJ付費音樂下載榜 | 1         |
| 日本Oricon單曲榜       | 2         |

| 排行榜（2011年） | 最高 排名 |
| ---------------- | --------- |
| 韓國Gaon專輯榜   | 3         |

| 排行榜（2010年）       | 排名 |
| ---------------------- | ---- |
| 告示牌日本百大單曲榜   | 57   |
| 日本RIAJ付費音樂下載榜 | 42   |
| 日本Oricon單曲榜       | 49   |

| 排行榜（2011年）       | 排名 |
| ---------------------- | ---- |
| 告示牌日本百大單曲榜   | 23   |
| 韓國國際專輯榜（Gaon） | 8    |

## 銷售與認證
| 地區                          | 认证    | 认证单位/销量 |
| ----------------------------- | ------- | ------------- |
| 日本（日本唱片協會） 實體單曲 | 金      | 206,346       |
| 日本（日本唱片協會） 鈴聲     | 2× 白金 | 500,000*      |
| 日本（日本唱片協會） 數位單曲 | 百万    | 1,000,000*    |
| *僅含認證的實際銷量           |         |               |

## 外部連結
- YouTube上的韓語MV
- YouTube上的日語MV